# Moritz Strakosch
Moritz Strakosch, Moriz Strakosch, Maurice Strakosch, Maurizio Strakosch (született Moises Strakosch) (Butschowitz, 1825. január 14. – Párizs, 1887. október 9.) morvaországi születésű amerikai zongoraművész, zeneszerző, énektanár, impresszárió, operaénekes (tenor).

## Élete
Tizenegy évesen debütált Brünnben Johann Nepomuk Hummel egyik zongoraversenyével. Egy évvel később Bécsbe ment, ahol az ottani konzervatóriumban Simon Sechter összhangzattan és zeneszerzés-növendéke volt. Énekelni magánúton tanult. Rövid ideig a Zágrábi Operában működött tenoristaként. Még zongoraművészként tett európai hangversenykörutat, majd Itáliában ment, ahol Giuditta Pasta képezte tovább, de ugyanakkor meggyőzte arról, hogy folytassa pianistakarrierjét.
1843-ban Vicenzában ismerkedett meg Salvatore Pattival (1800–1869). 1848-ban Párizsban volt a Patti család együttesének tagja, de a forradalom kitörése miatt az egész társulat New Yorkba települt át. Sikeres zenei fesztivált rendezett a Patti-trupnak. Ezzel kezdődött impresszáriói karrierje. Szervezőként kétéves amerikai turnéra ment Salvatore lányával, Amelia Pattival és Teresa Parodival, Giuditta Pasta egyik tanítványával. 1852-ben feleségül vette Amelia Patti (1831–1915) operaénekesnőt, aki ekkor befejezte színpadi pályafutását. A következő években két gyermekük született.
Az 1850-es években Amerika egyik legbefolyásosabb hangverseny- és operaimpresszáriója volt. 1855-től saját operatársulatát vezette. Zongorakísérőként a kor számos ünnepelt művészét kísérte, például Paul Moreau-t, Ole Bullt, Pablo de Sarasatét. Impresszárióként dolgozott két sógornője, Adelina és Carlotta mellett. De rajtuk kívül irányította Christine Nilsson, Gabrielle Krauss és Marie Heilbron énekesnők karrierjét is. Az 1860-as évektől több európai turnét is szervezett. Ezek lebonyolításában fivérei is részt vettek. Énektanárként is nagy elismerést szerzett. 1852-ben egy lottónyereményből zongoraszalont nyitott New Yorkban (Metropolitan Piano Emporium), később fióküzletet is nyitott Springfieldben. Halála előtt nem sokkal franciául közzétette visszaemlékezéseit Souvenirs d’un impressario címmel.
Zeneszerzőként 1857-ben bemutatott Don Giovanni di Napoli című operája mellett mára elfeledett zongoradarabokat, szalonzenét szerzett.
A család több tagja is zenei világban forgott, öccse, Max Strakosch is opera impresszárióként vált ismertté. Lánya, Febea koloratúrszoprán volt.

## Fordítás
- Ez a szócikk részben vagy egészben  a   Maurice Strakosch című német Wikipédia-szócikk ezen változatának fordításán alapul.  Az eredeti cikk szerkesztőit annak laptörténete sorolja fel. Ez a jelzés csupán a megfogalmazás eredetét és a szerzői jogokat jelzi, nem szolgál a cikkben szereplő információk forrásmegjelöléseként.